# Língua sanglechi
Sanglechi é uma língua Iraniana falada em duas vilas do distrito Zabak no Afeganistão. Também é falada no Tajiquistão, onde é chamada Sanglich.  O nome vem do vale onde seus cerca de 2.200 falantes vivem.

## Escrita
O Sanglechi usa uma forma do alfabeto latino com 30 letras com e sem diacríticos. Todas as cinco vogais podem também ser curtas.